# フェアノール
フェアノール（Fëanor、第一紀4679年 - 4997年）は、J・R・R・トールキンの中つ国を舞台とした小説、『シルマリルの物語』の登場人物。ノルドールの上級王フィンウェの長男。もっともすぐれたエルフとされ、比類なき手わざと知性、博識によって知られた。父への愛と、自ら作ったものへの愛ゆえにメルコールの虚言にたぶらかされ、ノルドールを至福の地アマンからモルゴスの待つ中つ国へと進ませた。
父はフィンウェ。母はミーリエル。妻はネアダネル。息子にマイズロス、マグロール、ケレゴルム、カランシア、クルフィン、アムロド、アムラス。異母妹にフィンディスとイリメ。異母弟にフィンゴルフィンとフィナルフィン。

## ヴァリノールにおけるフェアノール
フィンウェは中つ国の東方にある、クウィヴィエーネン（目覚めの湖）のほとりで目覚めた最初のエルフのひとりである。かれは王としてノルドールを率いて海を渡り、至福の地アマンへとたどり着いた。かれらはヴァラールとともにヴァリノールに住み、幸せな時代をすごした。フィンウェはミーリエルと結ばれ、二人のあいだにフェアノールは生まれた。

### 名前
本来は父に習ってフィンウェ(Finwë)またはフィンウェミンヤ(Finwëminya)と呼ばれ、後には「技あるフィンウェ」を意味するクルフィンウェ(Curufinwë)と呼ばれた。後にかれはこの名をかれの5番目の息子クルフィンに授けた。ミーリエルはかれを「火の精」を意味するフェアナーロ(Fëanáro)と名付け、かれは常にこの名で知られるようになった。
フェアノールとは、「火の精」を意味するシンダール語ファイノール(faenor)と、クウェンヤ名のフェアナーロを折衷したものである。

### ミーリエルの死
ミーリエルはフェアノールを出産したあと心身ともに疲れきり、生きていくことを望まなくなった。フィンウェはこのことでマンウェの助言を求め、マンウェはかの女をイルモにゆだねた。ミーリエルはイルモの庭園、ローリエンに横たわり、その魂はマンドスの館に憩うことになった。こうしてミーリエルはヴァリノールで最初の死者となった。ミーリエルがフィンウェのもとを去ったことにより、フィンウェはあらたにインディスを娶ることになった。フェアノールはこのことを好まず、インディスとその子供たちを愛さなかった。そのためミーリエルの息子フェアノールと、インディスの息子フィンゴルフィンとの不和が生まれ、このことはノルドールの反乱へとつながり、ひいてはエルフによる最初の同族殺しへといたることになる。
ただし、少なくともフィンゴルフィン一家と妻子が交流する事はフェアノールも容認していた時期が有り、フィンゴルフィンの子女であるフィンゴンとアレゼルはフェアノールの子供達と仲が良かった。
また、姪のガラドリエルの事は気に入っていた節が有り、彼女の美しさを絶賛していた。シルマリルのアイディアともなった彼女の二つの木のごとく金と銀の光が入り混じった美しい髪を欲しがって断られた事も有った。

### 職人フェアノール
フェアノールのその知性、博識、手の技は、ヴァリノールにおいても比類なきものであった。かれはルーミルが発明した文字「サラティ」を改良した。かれが改良した文字は、「フェアノール文字（テングワール）」として知られるようになり、全てのエルダールが用いるところとなった。かれは大地の宝石よりも美しい宝玉を数多くつくり、その中には遥か遠くにあるものをはっきりと見る石もあった。これはおそらくパランティーアのことであろう。しかしかれの最大の仕事は三個のシルマリルの創造であった。この宝玉には二つの木の光が封じ込まれ、不滅の輝きを放った。ヴァルダはこの宝玉を清め、有限の命の者、あるいは悪意を持つ者がシルマリルに触れれば、必ずその手は焼かれることとした。

### 家族
フェアノールはネアダネルと結婚した。ネアダネルはアウレにもっとも愛された鍛冶、マハタンの娘であった。フェアノールはマハタンから金属と石を加工する技を学んだ。フェアノールとネアダネルのあいだには七人の息子、マイズロス、マグロール、ケレゴルム、カランシア、クルフィン、アムロド、アムラスが生まれた。

## ノルドールの叛乱
フェアノールの名声が高まり、かれの異腹弟たちも成人したころ、メルコールは幽閉を解かれた。メルコールはかれの復讐の念を隠し、へりくだって謝罪し、協力を申し出た。そのためマンウェはかれを赦した。メルコールはヴァラールにもエルダールにもよき助言を与え、ますます信頼された。

### たぶらかされたノルドール
メルコールはエルダールを憎み、かれらをヴァラールから引き離そうと考えた。ヴァンヤールはメルコールを信頼せず、テレリについてはメルコールは興味をもたなかった。しかしノルドールはメルコールの明かす知識をよろこび、そのためメルコールの虚言にたぶらかされた。このためノルドールのヴァラールに対する尊敬の念は薄れ、アマンの地よりも中つ国に希望を持つようになった。

### フェアノールの追放
フェアノールがシルマリルを作り出すと、メルコールはこれを欲し、フェアノールを憎んだ。そこでかれは虚言をもちい、フェアノールにはヴァラールと弟フィンゴルフィンへの不信を、フィンゴルフィンには兄への不信を植え付けた。このため二人の兄弟の一党は、お互いに武器を隠し持った。フェアノールがヴァラールのもとを去って、中つ国へと帰ることをついに公言すると、ノルドールは騒然とし、フィンウェは会議を持つこととした。会議の場でフェアノールとフィンゴルフィンはお互いをメルコールの虚言をもとに告発し、フェアノールは弟に剣を突きつけた。このためヴァラールはフェアノールをティリオンの都から12年間追放することを決めた。フェアノールは息子たちとともにフォルメノスを築いて移り住んだ。フィンウェはフェアノールを深く愛していたため、かれの元に移り住み、自らを廃王と見なした。ノルドールはフィンゴルフィンに統治されることとなり、このことからフェアノールの自分の一党以外のエルダールへの愛は減じ、ヴァラールへの不信は深まっていった。一方メルコールの悪意もヴァラールに知られることとなり、メルコールは姿を消した。トゥルカスがこれを追ったが見いださなかった。のちにメルコールはフォルメノスに現れ、フェアノールに中つ国への帰還を勧め、助力を申し出た。しかしフェアノールはメルコールのシルマリルへの渇望を見抜き、メルコールの顔前で扉を閉じ、メルコールは激怒して去った。

### ノルドールの帰還
祝祭が開かれ、すべての者がマンウェの宮に招かれた。ヴァンヤールとノルドールは来たが、テレリは季節の祝祭に興味をもたず、来なかった。フォルメノスのフェアノールの一党も来なかったが、フェアノールだけは来た。フィンゴルフィンとの不和を修復するため、マンウェが出席を命じたためである。フィンゴルフィンはフェアノールに弟としてしたがうことを約し、フェアノールはしぶしぶと和解した。

#### 盗まれたシルマリル
このときメルコールは、蜘蛛のような生物ウンゴリアントとともに二本の木へと忍び寄り、これを滅ぼした。二本の木の光は消え、ヴァリノールに暗闇が訪れた。ヤヴァンナは、いまや二本の木の光はシルマリルの中にのみ生き残った事を知り、シルマリルを開くことで二本の木はよみがえると告げた。マンウェは二本の木を復活させるため、フェアノールにそれらを差し出すように頼んだが、フェアノールは自分の意志ではシルマリルを渡さないと言ってこれを拒んだ。
またこのときフォルメノスからの使いが来て、メルコールがフィンウェを殺し、シルマリルを奪ったと告げた。フェアノールはメルコールを"モルゴス"（黒き敵）と名づけ、父の元へと立ち去った。このときからメルコールは常にモルゴスとして語られるようになる。

#### フェアノールの誓言
ティリオンへと戻ったノルドールの前に、フェアノールは姿をあらわした。いまやノルドールの王となったフェアノールは、モルゴスへの怒りとノルドールの誇りに満ちた、情熱的な演説を行った。かれは、モルゴスをののしったが、無意識のうちにモルゴスの虚言にあやつられ、モルゴスの悪行の責任をもヴァラールに負わせてこれをせめた。かれは、大多数のノルドールの民にヴァラールがかれらを見捨てたこと、ノルドール族はかれに従って中つ国へ渡りモルゴスと闘わねばならないということを確信させた。そしてフェアノールとかれの七人の息子全員は、イルーヴァタールでさえ取り消せない恐ろしき誓言をたてた。かれらは善悪大小を問わず何者であろうとシルマリルを保有するものがいれば、これに対して戦うことを誓約した。これは、"フェアノールの誓言"として知られるようになり、後にかれら自身とベレリアンドの全てのエルフに悲劇をもたらすことになる。

#### エルフによる同族殺害
ノルドールのほとんどが出発することに決めたが、その大部分はフェアノールよりもフィンゴルフィンに従ったため、軍勢は大きく二つに分かれた。
中つ国へと渡る方法を求めたフェアノールは、アルクウァロンデのテレリたちを前に演説し、かれらの船を使わせるよう要求した。テレリの王オルウェはこれを拒否した。フェアノールは力ずくで船を奪い取ろうとしたが果たせず、ノルドールは剣を抜き、双方に多くの死者が出た。フェアノール率いる前衛に加え、フィンゴンの軍勢が戦いに参加すると、ついにテレリは打ち負かされ、かれらの船は奪われた。
オルウェは海のマイアであるオッセに助けを求めたが、かれは来なかった。ヴァラールはかれがノルドールの帰還を妨げることを、禁じたためである。しかしフェアノールの船団はオッセの妻ウイネンの怒りを受け、多くの船と船乗りを失った。

#### ヴァラールの言
ヴァリノールの北辺にたどり着いたかれらに、マンドスは中つ国でかれらを待っている過酷な運命を予告した。しかしフェアノールはノルドールを駆りたてて進んでいった。これを聞いたフィナルフィンは進軍をやめ、ヴァリノールへ引き返した。フィナルフィンの子供たちはフィンゴルフィンの息子たちへの友情のため先へ進んだ。

#### ヘルカラクセでの裏切り
ヘルカラクセは冷たい霧と波濤におおわれ、流れる水に氷山が軋みあう海峡だった。フェアノールはヘルカラクセを渡ることは出来ないと考えたが、全てのノルドールを乗せて海を渡るには船が足りなかった。そこでフェアノールとかれに忠実な者たちは全ての船を奪って船出した。かれらはフィンゴルフィンの軍勢をヘルカラクセの向こうに置き去りにして、自分たちだけは損害をださずに中つ国へと上陸した。フェアノールの息子マイズロスが、どの船でフィンゴルフィンの軍勢を迎えに行くのか尋ねると、フェアノールは船を燃やすように命じた。フィンゴルフィンに従うものたちが今ではヴァリノールを離れたことを悔い、フェアノールを罵っていたことをかれは知っていたためである。ベレリアンドの北西、ロスガールで燃えさかる炎が夜を染め、フィンゴルフィンの軍勢は裏切りを知った。しかしフィンゴルフィンの軍勢は多くの犠牲を出しながらヘルカラクセを渡りきり、フェアノールの一党への愛情はなくなった。

## フェアノールの死
ロスガールで燃やされた炎はモルゴスの注意を引いた。ミスリム湖の北岸に野営したフェアノールの軍勢を、ただちにモルゴスの軍勢が襲った。ここでダゴール・ヌイン・ギリアス（星々の下の合戦）が行われた。たちまちエルフたちは勝利し、フェアノールは敗走するオークを遥か東のアルド＝ガレンまで追った。この時ファラスを包囲していたモルゴス軍が援軍として北上してきたが、フェアノールの息子ケレゴルムがこれを待ち伏せして滅ぼした。勝利は赫々たるものだったが、フェアノールはモルゴスへの怒りにかられて満足しなかった。かれは先を急ぐあまりかれの一党を置き去りにし、気がつくとただ一人になっていた。これに気づいたオークは引き返し、さらにバルログたちが援軍としてアングバンドから送り出された。かれは長いあいだ奮闘したが、ついにバルログたちの首領ゴスモグに打ち倒された。その時フェアノールの息子たちが駆けつけ、バルログたちは逃げ去った。ミスリムへの帰路、自らの死を悟ったフェアノールはサンゴロドリムの要塞を見た。突如予見の力を得たフェアノールは、ノルドールの力ではモルゴスを倒すことが出来ないことを知るが、息子たちには誓言を守るように言った。フェアノールが死ぬとかれの肉体は燃えて消え去った。その名のとおり、彼の霊魂は熱く燃えさかり、かれの遺骸を焼き尽くしたのである。

### フェアノールの息子たちの死
フェアノールの息子たちもまた、誓言にしばられて非業の死を遂げた。アムラスは父が放火を命じた船の中に留まり、4人は同族との争いで、マイズロスは身を投げた。マグロールは行方知れずになった。フェアノールのただ一人の孫ケレブリンボールは、その鍛冶の腕のためサウロンの注目するところとなり、殺された。彼の死は誓言によるものではないが、才能あるフェアノールの孫ゆえの死といえる。

### フェアノールの系図
|            |            |            |            |            |            |  |  |            |            |            |            |            |            | フィンウェ | フィンウェ | フィンウェ | フィンウェ | フィンウェ   | フィンウェ   |              |              | ミーリエル   | ミーリエル   | ミーリエル | ミーリエル | ミーリエル | ミーリエル |            |            | マハタン   | マハタン   | マハタン         | マハタン   | マハタン   | マハタン   |            |            |  |  |          |          |          |          |          |          |  |  |          |          |          |          |          |          |  |  |  |  |  |  |  |  |  |  |  |  |  |  |  |  |  |  |  |  |  |  |  |  |  |  |
|            |            |            |            |            |            |  |  |            |            |            |            |            |            | フィンウェ | フィンウェ | フィンウェ | フィンウェ | フィンウェ   | フィンウェ   |              |              | ミーリエル   | ミーリエル   | ミーリエル | ミーリエル | ミーリエル | ミーリエル |            |            | マハタン   | マハタン   | マハタン         | マハタン   | マハタン   | マハタン   |            |            |  |  |          |          |          |          |          |          |  |  |          |          |          |          |          |          |  |  |  |  |  |  |  |  |  |  |  |  |  |  |  |  |  |  |  |  |  |  |  |  |  |  |
|            |            |            |            |            |            |  |  |            |            |            |            |            |            |            |            |            |            |              |              |              |              |              |              |            |            |            |            |            |            |            |            |                  |            |            |            |            |            |  |  |          |          |          |          |          |          |  |  |          |          |          |          |          |          |  |  |  |  |  |  |  |  |  |  |  |  |  |  |  |  |  |  |  |  |  |  |  |  |  |  |
|            |            |            |            |            |            |  |  |            |            |            |            |            |            |            |            |            |            | フェアノール | フェアノール | フェアノール | フェアノール | フェアノール | フェアノール |            |            |            |            |            |            | ネアダネル | ネアダネル | ネアダネル       | ネアダネル | ネアダネル | ネアダネル |            |            |  |  |          |          |          |          |          |          |  |  |          |          |          |          |          |          |  |  |  |  |  |  |  |  |  |  |  |  |  |  |  |  |  |  |  |  |  |  |  |  |  |  |
|            |            |            |            |            |            |  |  |            |            |            |            |            |            |            |            |            |            | フェアノール | フェアノール | フェアノール | フェアノール | フェアノール | フェアノール |            |            |            |            |            |            | ネアダネル | ネアダネル | ネアダネル       | ネアダネル | ネアダネル | ネアダネル |            |            |  |  |          |          |          |          |          |          |  |  |          |          |          |          |          |          |  |  |  |  |  |  |  |  |  |  |  |  |  |  |  |  |  |  |  |  |  |  |  |  |  |  |
|            |            |            |            |            |            |  |  |            |            |            |            |            |            |            |            |            |            |              |              |              |              |              |              |            |            |            |            |            |            |            |            |                  |            |            |            |            |            |  |  |          |          |          |          |          |          |  |  |          |          |          |          |          |          |  |  |  |  |  |  |  |  |  |  |  |  |  |  |  |  |  |  |  |  |  |  |  |  |  |  |
|            |            |            |            |            |            |  |  |            |            |            |            |            |            |            |            |            |            |              |              |              |              |              |              |            |            |            |            |            |            |            |            |                  |            |            |            |            |            |  |  |          |          |          |          |          |          |  |  |          |          |          |          |          |          |  |  |  |  |  |  |  |  |  |  |  |  |  |  |  |  |  |  |  |  |  |  |  |  |  |  |
|            |            |            |            |            |            |  |  |            |            |            |            |            |            |            |            |            |            |              |              |              |              |              |              |            |            |            |            |            |            |            |            |                  |            |            |            |            |            |  |  |          |          |          |          |          |          |  |  |          |          |          |          |          |          |  |  |  |  |  |  |  |  |  |  |  |  |  |  |  |  |  |  |  |  |  |  |  |  |  |  |
| マイズロス | マイズロス | マイズロス | マイズロス | マイズロス | マイズロス |  |  | マグロール | マグロール | マグロール | マグロール | マグロール | マグロール |            |            | ケレゴルム | ケレゴルム | ケレゴルム   | ケレゴルム   | ケレゴルム   | ケレゴルム   |              |              | カランシア | カランシア | カランシア | カランシア | カランシア | カランシア |            |            | クルフィン       | クルフィン | クルフィン | クルフィン | クルフィン | クルフィン |  |  | アムロド | アムロド | アムロド | アムロド | アムロド | アムロド |  |  | アムラス | アムラス | アムラス | アムラス | アムラス | アムラス |  |  |  |  |  |  |  |  |  |  |  |  |  |  |  |  |  |  |  |  |  |  |  |  |  |  |
| マイズロス | マイズロス | マイズロス | マイズロス | マイズロス | マイズロス |  |  | マグロール | マグロール | マグロール | マグロール | マグロール | マグロール |            |            | ケレゴルム | ケレゴルム | ケレゴルム   | ケレゴルム   | ケレゴルム   | ケレゴルム   |              |              | カランシア | カランシア | カランシア | カランシア | カランシア | カランシア |            |            | クルフィン       | クルフィン | クルフィン | クルフィン | クルフィン | クルフィン |  |  | アムロド | アムロド | アムロド | アムロド | アムロド | アムロド |  |  | アムラス | アムラス | アムラス | アムラス | アムラス | アムラス |  |  |  |  |  |  |  |  |  |  |  |  |  |  |  |  |  |  |  |  |  |  |  |  |  |  |
|            |            |            |            |            |            |  |  |            |            |            |            |            |            |            |            |            |            |              |              |              |              |              |              |            |            |            |            |            |            |            |            | ケレブリンボール |            |            |            |            |            |  |  |          |          |          |          |          |          |  |  |          |          |          |          |          |          |  |  |  |  |  |  |  |  |  |  |  |  |  |  |  |  |  |  |  |  |  |  |  |  |  |  |